# Wobble Up
Wobble Up è un singolo del cantante statunitense Chris Brown, pubblicato il 18 aprile 2019 come terzo estratto dal nono album in studio Indigo. 
Il brano ha visto la partecipazione della rapper trinidadiana Nicki Minaj Nicki Minaj e del rapper statunitense G-Eazy.

## Descrizione
La canzone, prodotta da J.R. Rotem, contiene un campionamento del brano Monkey on tha D$ck della rapper Magnolia Shorty, e parla delle capacità di twerking di certe ragazze, raccontandola dalla prospettiva maschile nei versi di Brown e G-Eazy, e dalla prospettiva della diretta interessata dalla Minaj.

## Video musicale
Il videoclip della canzone è stato diretto dallo stesso interprete con Arrad Rahgoshay e vede la partecipazione di Tyga e Dan Rue, e si rifà a citazioni delle opere d'arte con forti riferimenti sessuali dell'artista Marius Sperlich.

## Tracce
1. Wobble Up (feat. Nicki Minaj e G-Eazy) – 3:42